# Опера серіа

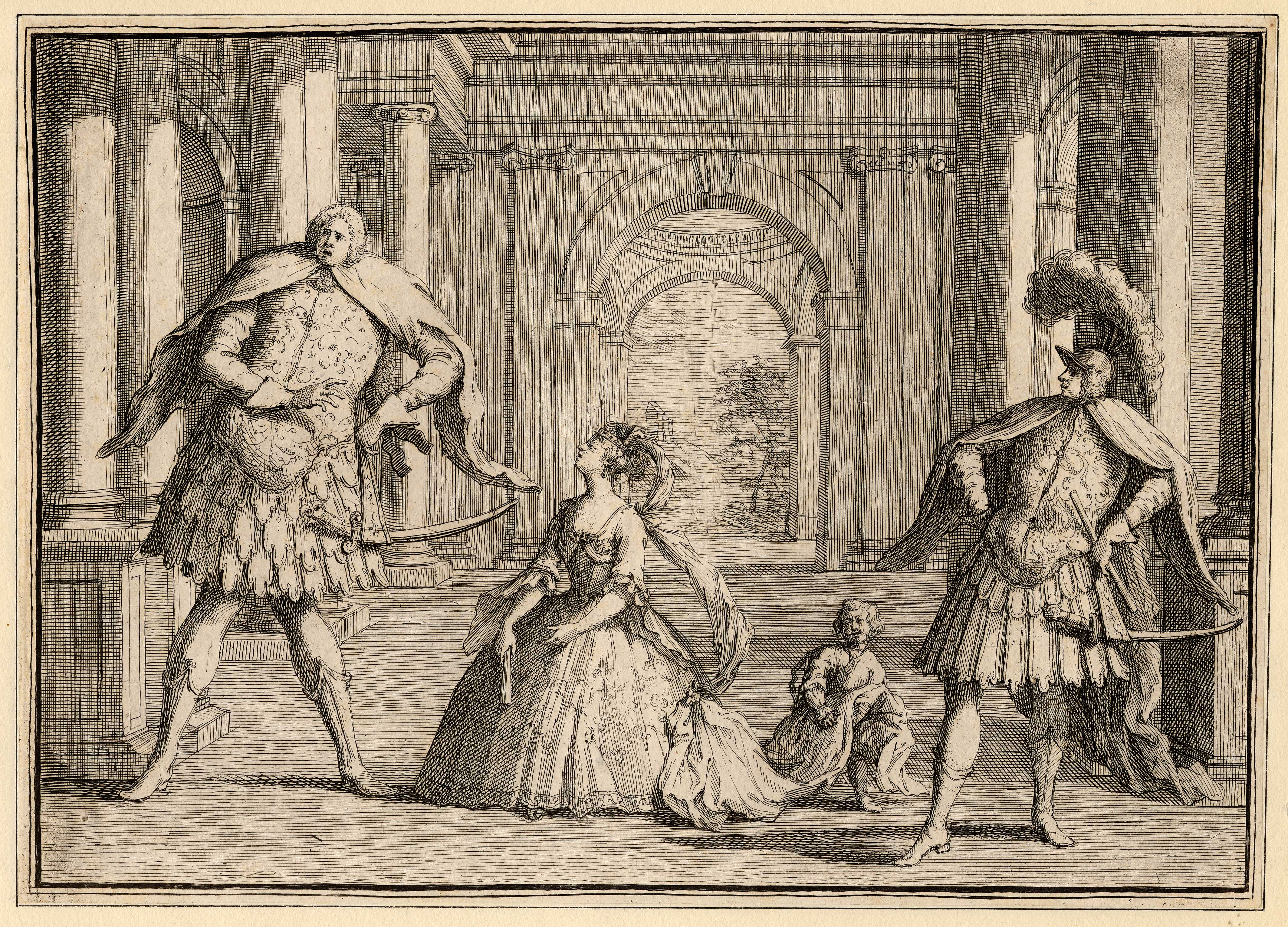
Карикатура виконання опери «Флавіо» Г. Ф. Генделя за участю трьох провідних тогочасних співаків: Сенезіно (ліворуч), Франчески Куццоні (по центру), і Ґаетано Беренштадта (праворуч)

О́пера-се́рія (серіа) (італ. opera seria — серйозна опера) — жанр італійської опери, виник наприкінці XVII ст. Оперу-серію створювали на основі героїко-міфологічного або легендарно-історичного сюжету з чітким розподілом сценічної дії і музики. У музиці переважали речитативи secco та великі віртуозні арії солістів, які наче змагалися в майстерності вокалізації. До числа видатних майстрів опери серія належали Алессандро Скарлатті, Георг Фрідріх Гендель, Нікола Порпора, Бальдассаре Ґалуппі, Нікколо Піччінні, Джакомо Меєрбер, ранній Вольфґанґ-Амадей Моцарт, Ґ. Спонтіні та ін.

## Драматургія
Драматургія опери-серії виникла як відповідь на французьку критику, що вважала італійську еклектичною й недосконалою в плані лібрето. Це спонукало римську академію «Аркадія» докласти зусиль до повернення опери до античних принципів, зокрема аристотелевих єдностей драматургії та відмови від «аморальних» сюжетів, таких, наприклад, як «Коронація Поппеї», і заміною їх більш високими, покликаними навчати і, одночасно, розважати. Щоправда, трагічні закінчення були усунуті із міркувань пристойності, автори ранніх лібрето опери серії, як-от Апостоло Дзено, вважали, що чесноти мають бути винагороджені й перемагати. Властиві французькій опері видовище і балет виключались.
Типова опера-серія відкривається тричастинною увертюрою (швидко-повільно-швидко), речетативи, що містять діалоги, перемежовуються з аріями, покликаними виразити емоційні переживання героя, і зрідка — дуетами любовної пари. Речитативи використовувалися secco: тобто акомпоновані continuo (клавесин або віолончель). В найбільш емоційно насичених епізодах замість secco міг заміщатися речитативом stromentato, акомпонованих групою струнних. Відспівавши арію, персонаж, під акомпанемент струнних і гобою (інколи флейт) залишав сцену, заохочуючи глядачів оплескувати. Витримані в такій структурі три акти завершувались бравурним хором, утворюючи оптимістичну кульмінацію. Кожен з персонажів розкривав у своїх аріях різні грані свого настрою — печальний, героїчний, суворий чи медитативний.
Арії будувалися за характерним для барокової епохи принципом da capo зі структурою A-B-A. Перша частина експонувала головну тему, друга — доповняльну, третя повторювала першу з орнаментикою або прикрасами виконавця. З розвитком жанру арії ставали довшими, в результаті опера серія не могла містити більше ніж 30 номерів.

## Голоси

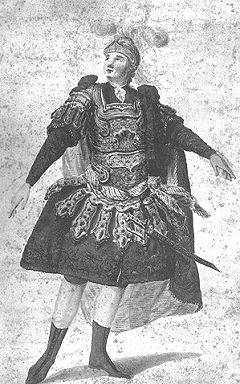
Німецький тенор Антон Раафф в ролі «Ідоменей» з однойменної опери В. А. Моцарта

Епоха опери серія збігається з поширенням практики кастрації, якій піддавали талановитих хлопчаків до настання статевої зрілості з метою зберегти високий голос (сопрано або альт), вдосконалений десятиліттями тренувань. Ці співаки виконували героїчні чоловічі ролі, тоді як протилежним оперним амплуа була Примадонна. Змагання провідних співаків у технічній майстерності спонукало композиторів писати складну у вокальному плані музику, чимало опер писали для демонстрації можливостей конкретного виконавця.
Одним із найвідоміших співаків-кастратів був Фарінеллі, що дебютував 1722 року завдяки Ніколі Порпорі. Інший кастрат, сучасник Фарінеллі Сенезіно відомий завдяки довгій співпраці з Ґ. -Ф. Генделем.

## Соціальний контекст
За деякими винятками, оперу-серію писались для двору, монархії та відомих людей. Винятки становили лише лондонські опери Генделя, призначені для більш різнорідної аудиторії та композиторів Венеційської республіки, націлені задовольнити ширшу публіку. У більшості випадків опера серія була придворною оперою, що накладало на неї низку вимог: двір, зокрема монарх, вимагав відображення своєї значимості на сцені. Сюжети опер-серій рясно продиктовані цим критерієм, наприклад «Il re pastore» оспівує славу Олександра Македонського, а «Милосердя Тіта» прославляє римського імператора Тіта. Монарх у глядацькій залі, спостерігаючи за своїми стародавніми попередниками на театральній сцені, вбачав у величі їхнього самодержавства опору власного статусу.
Цьому ефекту сприяло чимало чинників: і сцена, і глядацька зала були освітлені, декорації максимально наближено відображали архітектуру палацу, в якій ставили оперу. Інколи зв'язок опери і глядацької зали був навіть тіснішим, наприклад у виконанні серенади Ґлюка «Il Parnasso Confuso» у Відні брали участь члени монаршої родини.
Одначе Французька революція спричинила серйозні політичні потрясіння в Італії, і з витісненням старої артистократії егалітарнішим новим поколінням опера-серія втратила відповідність епосі. Правителі втратили убезпеченість від насильницької смерті, зламалася й колишня ієрархія співаків. Зміна соціально-політичних умов означала кінець для тісно пов'язаної з панівним класом опери-серії.